# Corina Ssuschke-Voigt
Corina Ssuschke-Voigt (ur. 9 maja 1983 roku w Chemnitz) – niemiecka siatkarka grająca na pozycji środkowej, reprezentantka kraju. Dwukrotna wicemistrzyni Europy (2011 oraz 2013). W kadrze narodowej zadebiutowała w 2003 roku.
W sezonie 2011/2012 zawodniczka Atomu Trefla Sopot. Od sezonu 2012/2013 zawodniczka Lokomotivu Baku.

## Kluby
| Klub                        | Lata gry  |
| --------------------------- | --------- |
| PSV Chemnitz                |           |
| VCO Pirna                   | −2001     |
| Dresdner SC                 | 2001−2008 |
| Solo Affitti Tradeco Cesena | 2008−2009 |
| VK Modřanská Prostějov      | 2009−2011 |
| Atom Trefl Sopot            | 2011−2012 |
| Lokomotiv Baku              | 2012−2013 |
| RC Cannes                   | 2013      |
| Dresdner SC                 | od 2014   |

## Sukcesy

### Klubowe
- 2002 − Wicemistrzostwo Niemiec, puchar Niemiec
- 2007 − Mistrzostwo Niemiec
- 2008 − Wicemistrzostwo Niemiec
- 2008 − Brązowy medal pucharu Challenge
- 2010 − Mistrzostwo Czech, puchar Czech
- 2011 − Mistrzostwo Czech, puchar Czech
- 2012 − Mistrzostwo Polski[2]

### Reprezentacyjne
- 2009 − Brązowy medal Grand Prix
- 2011, 2013 − Wicemistrzostwo Europy[2]

## Nagrody indywidualne
- 2012/13 - Najlepsza serwująca azerskiej Superligi w sezonie 2012/13